# 黃曼凝
黃曼凝（英語：Isabella Wong Man Ying，1961年8月19日—），香港前女演員。

## 簡歷
黃曼凝有四兄四姊，她早年於九龍秀茂坪34座長大，1967年畢業於觀塘（鯉魚門道）邨半島學校暨幼稚園（幼稚園上午校），曾就讀台灣銘傳專科商業文書系以及漢華中學（1979-1980年高中六年級）畢業後投身演藝界。之後就1981年參與拍攝香港小姐宣傳片，其後正式簽約無線。在無綫工作期間，黃曼凝出演古裝劇居多，曾飾演《神鵰俠侶》的郭襄，《笑傲江湖》的儀琳等角色。1987年，黃曼凝簽約嘉禾電影公司，曾是該公司的「五朵新花」之一。1987年，黃曼凝約滿轉頭並簽約亞洲電視，後于1993年離開息影退出娛樂圈。2004年，黃曼凝和香港浸會大學電影電視系助理教授盧偉力結婚。

## 演出作品

### 電視劇（無綫電視）
| 年份   | 劇名         | 角色           |
| 1981年 | 飛鷹         | 田茵           |
| 1981年 | 鱷魚潭       | 阿娟           |
| 1982年 | 戲班小子     | 翠蓮（魏家寶） |
| 1982年 | 十三太保     | 小豐           |
| 1982年 | 香城浪子     | 周月華         |
| 1983年 | 奔向太陽     |                |
| 1983年 | 豹子膽       | 碧笙           |
| 1983年 | 再生緣       |                |
| 1983年 | 神鵰俠侶     | 郭襄           |
| 1983年 | 夜驚魂之倩影 | 倩影           |
| 1984年 | 廣東鐵橋三   | 小娟           |
| 1984年 | 笑傲江湖     | 儀琳           |
| 1984年 | 碧血洗銀槍   | 謝玉侖         |
| 1985年 | 江湖浪子     | 管素心         |

### 電視劇（亞洲電視）
| 年份   | 劇名               | 角色       |
| 1988年 | 滿清十三皇朝之道光 | 孝慎成皇后 |
| 1989年 | 皇家檔案之再見同志 | 阿詩       |
| 1989年 | 傅紅雪傳奇         | 霍思濃     |
| 1990年 | 隔世天師           | 雪舫       |
| 1990年 | 單身靚族           |            |
| 1993年 | 新朱門怨           |            |

### 電視劇（香港電台）
| 年份   | 劇名                     | 角色     |
| 1991年 | 性本善：一個答不完的問題 | 惠文     |
| 1992年 | 屋簷下：朝七晚十二       | 阿May    |
| 1994年 | 屋簷下：情人知己         | Marty    |
| 1996年 | 乖乖不得了：夢飛飛       | 媽媽     |
| 2007年 | 人間寫真：麫對麵         | 阿良老婆 |

### 電視劇（其它）
| 年份   | 劇名     | 角色   |
| 1986年 | 邊城刀聲 | 丁靈琳 |

### 電影
| 年份   | 片名         | 角色         |
| 1983年 | A計劃        | 石愛華       |
| 1985年 | 少年蘇乞兒   |              |
| 1985年 | 猛鬼迫人     |              |
| 1987年 | A計劃續集    | 石愛華       |
| 1988年 | 警察故事續集 | 地產公司秘書 |
| 1989年 | 四千金       |              |
| 1990年 | 魔幻紫水晶   |              |
| 1992年 | 還看今朝     |              |
| 1993年 | 色慾追魂     |              |
| 1999年 | AK47之天網   | 王靜儀       |

### 舞台劇
| 年份                  | 劇目                     | 場數 | 場地             |
| 1997年6月12-19日      | 娜拉                     | 9    | 上環文娛中心劇院 |
| 1997年12月21-27日     | 愛情你我他               | 7    | 香港大會堂劇院   |
| 2001年2月8-10,12-15日 | 無事生非之姊姊妹妹莎起來 | 8    | 香港大會堂劇院   |